# Iveco Bus Afriway
L'Iveco Bus Afriway est un autocar polyvalent destiné aux trajets interurbains et longues distances. C'est le premier modèle de l'entreprise Iveco Bus créée en Afrique du Sud et à être diffusé directement sous cette marque qui le produit localement.
Il est fabriqué depuis 2016 dans la nouvelle usine Iveco Bus en Afrique du Sud, implantée dans un faubourg de Pretoria, à Rosslyn (Gauteng).

## Historique
Le 13 octobre 2013, Iveco annonce la création d'une filiale opérationnelle en Afrique du Sud baptisée ISAW - Iveco South Africa Works. Cette société est une J-V avec le groupe local Lorimar, un important opérateur dans le transport public, dont Iveco détient 60 % du capital
La société Iveco South Africa commence la production locale de camions en milieu d'année 2014 et lance l'étude d'un nouveau modèle d'autocar destiné au marché local mais également aux pays voisins comme le Mozambique, la Zambie et le Zimbabwe avec qui l'Afrique du Sud dispose d'accords commerciaux.
Lors de la Conférence annuelle de la SABOA - Southern African Bus Operators Association, qui s'est tenue au mois de mars 2016 à Pretoria, Iveco Bus a lancé l'Afriway, un autocar polyvalent produit localement. Conçue pour une exploitation interurbaine comme pour des missions à longues distances, l'Afriway est, dans un premier temps, disponible en configuration 4x2 pour une longueur de 12,30 m avec boîte manuelle ZF ou Voith Diwa automatique, puis, dans un deuxième temps, sera aussi proposé dans la version 6x2, à trois essieux, d'une longueur de 14 m. Sa capacité en 12,30 m est de 65 passagers assis et 28 debout.
La carrosserie de l'Afriway a été conçue par le carrossier local "Dubigeon", une signature hautement reconnue localement qui collabore avec Iveco de longue date.
Les possibilités de personnalisation de l'intérieur sont quasiment illimités au point de pouvoir transformer le véhicule de série en un tout terrains de luxe tout comme un autocar de transport longue distance de luxe ou autobus suburbain de base. Une longue liste de différents types de sièges et fauteuils est disponible avec des finitions intérieures allant du simple revêtement lessivable au plus chic velours. Plusieurs systèmes de climatisation ou de simple ventilation sont disponibles

## Caractéristiques techniques
L'autocar polyvalent Afriway d'Iveco Bus South Africa est un véhicule construit sur la base du châssis pour autocars Euromidi 180E28 avec des suspensions renforcées et optimisées pour une utilisation dans les conditions locales. Le moteur est un moteur 6 cylindres IVECO Tector 6 placé en position longitudinale au dessus de l'essieu avant, afin d'améliorer la distribution du poids tout en augmentant la charge utile, phénomène à ne jamais négliger en Afrique. La boîte de vitesses est soit manuelle "ZF" à 9 rapports soit automatique "Voith Diwa".
La carrosserie est due au crayon du sud-africain "Dubigeon", grand nom local du design industriel, en association avec Iveco Bus South Africa. Le véhicule est assemblé localement avec des composants en CKD provenant de l'usine italienne Iveco de Brescia, base de toute la production de la gamme Iveco Eurocargo.
Le véhicule est particulièrement avancé technologiquement et offre en série l'ASR et l'ABS qui lui confèrent d'excellents résultats aux tests de sécurité active.
La gamme comporte deux longueurs : 12,3 et 14,0 m.